# 🇹🇫
🇹🇫 is een Unicode vlagsequentie emoji die gebruikt wordt als regionale indicator voor Franse Zuidelijke Gebieden. De meest gebruikelijke weergave is die van de vlag van de Franse Zuidelijke Gebieden, maar op sommige platforms (waaronder Microsoft Windows) ziet men de letters TF.
De vlagsequentie is opgebouwd uit de combinatie van de Regional Indicator Symbols 🇹 (U+1F1F9) en 🇫 (U+1F1EB), tezamen de ISO 3166-1 alpha-2 code TF voor Franse Zuidelijke Gebieden vormend.
Deze emoji is in 2010 geïntroduceerd met de Unicode 6.0-standaard.

## Gebruik

De landsvlag van Franse Zuidelijke Gebieden

Deze emoji wordt gebruikt als regionale aanduiding van Franse Zuidelijke Gebieden.

## Codering

De Twemoji-implementatie

### Unicode
In Unicode vindt men de 🇹🇫 met de codesequentie U+1F1F9 U+1F1EB (hex).

### Shortcode
Er zijn shortcodes  voor 🇹🇫; in Github kan deze opgeroepen worden met :french_southern_territories:,  in Slack kan het karakter worden opgeroepen met de code :flag-tf:.